# Rodeiro (Minas Gerais)
Rodeiro is een gemeente in de Braziliaanse deelstaat Minas Gerais. De gemeente telt 6.589 inwoners (schatting 2009).